# 타카기 양
타카기(高木さん)는, 야마모토 소이치로가 연재하는 일본의 소년 만화 장난을 잘 치는 타카기 양의 등장인물이다. 또한, 주인공이다.

## 소개
타카기는 야마모토 소이치로가 연재하는 일본 만화 장난을 잘 치는 타카기 양의 등장인물이며, 주연이다. 옆자리 니시카타가 자신의 장난에 당하는 모습을 좋아한다.

## 같이 보기
- 니시카타 군
- 장난을 잘 치는 타카기 양
- 야마모토 소이치로